# Шулетя (комуна)
Шулетя (рум. Șuletea) — комуна у повіті Васлуй в Румунії. До складу комуни входять такі села (дані про населення за 2002 рік):
- Жигелія (295 осіб)
- Решкань (271 особа)
- Федешть (658 осіб)
- Шулетя (1305 осіб)

Комуна розташована на відстані 249 км на північний схід від Бухареста, 41 км на південь від Васлуя, 99 км на південь від Ясс, 96 км на північ від Галаца.

## Населення
За даними перепису населення 2002 року у комуні проживали 2529 осіб, усі — румуни. Усі жителі комуни рідною мовою назвали румунську.
Склад населення комуни за віросповіданням:
| Релігія     | Кількість осіб | Відсоток |
| ----------- | -------------- | -------- |
| православні | 2524           | 99,8%    |
| бретрени    | 5              | 0,2%     |